# Rudolf Stein

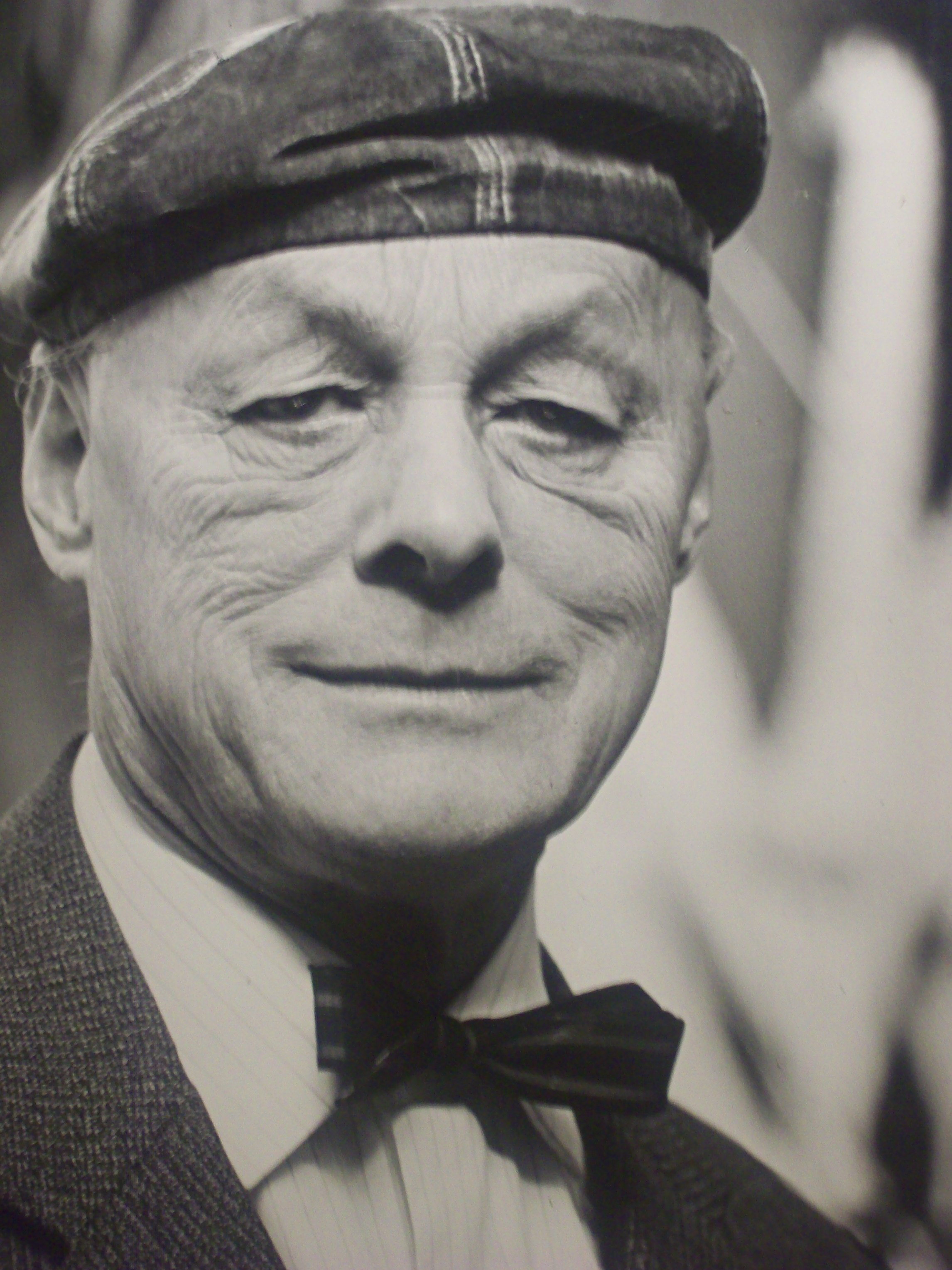
Rudolf Stein (1970)

Rudolf Stein (* 29. Mai 1899 in Leipzig; † 14. August 1978 in Bremen) war ein deutscher Denkmalpfleger und Architekt.

## Biografie
Stein besuchte die Ratsfreischule und lernte bei der Firma Alwin Neumann in Leipzig-Gohlis das Maurerhandwerk. Er absolvierte die Städtische Gewerbeschule, die Staatsbauschule sowie die Hochschule für bildende Künste in Leipzig. 1922 wurde Stein auf die Staatliche Kunstakademie in Dresden aufgenommen und Mitglied des Corps Lusatia Dresden im Rudolstädter Senioren-Convent. Er besuchte nebenbei die Technische Hochschule Dresden und anschließend, neben seiner Berufstätigkeit, die Schlesische Friedrich-Wilhelms-Universität. Er studierte dort Kunstgeschichte, Klassische Archäologie, Prähistorik und Philosophie, holte 1930 in Berlin die Abiturprüfung nach und wurde 1931 zum Dr. phil. promoviert.
1920 übernahm Stein die Bauausführungen beim Wiederaufbau von Gawaiten (Ostpreußen). 1926 wurde er Stadtbaumeister, 1936 Magistratsbaurat und auch Konservator in Breslau. Ab 1941 sollte Steins Entwurf für den Breslauer Rathausneubau umgesetzt werden, dieser wurde aber wegen des Kriegs nicht verwirklicht. Nach dem Zweiten Weltkrieg wurden unter Stein als Dombaumeister in Erfurt der kriegsbeschädigte Dom sowie die St.-Severi-Kirche instand gesetzt. 1951 zog er nach Hannover um und wirkte bei der Restaurierung des Alten Rathauses mit.
1952 wurde Stein als Nachfolger von Gustav Ulrich Direktor des städtischen Amtes für Denkmalpflege von Bremen. Er setzte sich für die Restaurierung der Stadtwaage in der Langenstraße und des Gewerbehauses am Ansgarikirchhof ein. Nach dem Ausscheiden von Stein im Jahr 1964 wurde Karl Dillschneider sein Nachfolger. Nach seiner 1:1-Zeichnung wurde das Leibnizhaus in Hannover rekonstruiert.
Stein war Mitglied der Historischen Kommission für Schlesien. Er war der Vater des Konstanzer Staatsrechtlers Ekkehart Stein und der Schwiegervater des Berliner Künstlers Reiner Schwarz.

## Veröffentlichungen
- Der Große Ring zu Breslau. Breslau 1935.
- Forschungen zur Geschichte der Bau- und Kunstdenkmäler in Bremen (6 Bände). 1960–1967.
- Romanische, gotische und Renaissance-Baukunst in Bremen. Hauschild-Verlag, Bremen 1962.
- Göttinger Arbeitskreis (Hrsg.): Der Rat und die Ratsgeschlechter des alten Breslau (= Veröffentlichung des Göttinger Arbeitskreises, Nr. 273). Holzner-Verlag, Würzburg 1963.
- Klassizismus und Romantik in der Baukunst Bremens. Hauschild Verlag, Bremen 1964.
- Das Bürgerhaus in Schlesien. Verlag Ernst Wasmuth, Tübingen 1966.
- Das Bürgerhaus in Bremen. Verlag Ernst Wasmuth, Tübingen 1970.